# Четвърта френска република
Четвърта френска република се нарича формата на управление на Франция в периода между 1946 и 1958, уредена от четвъртата републиканска конституция. Тя до голяма степен представлява възраждане на третата република, съществувала преди Втората световна война, и страда от същите проблеми. Франция приема конституцията на четвъртата република на 13 октомври 1946 година.
По време на четвъртата република във Франция настъпва ера на икономически растеж и преустройство на националните институции и индустрия след Втората световна война, а страната играе важна роля в развитието на процеса на европейска интеграция, който съществено променя Европа. Най-големите постижения на четвъртата република са в областта на социалните реформи и икономическото развитие. През 1946 г. правителството създава цялостна система за социална защита, която включва осигуряване за безработица, инвалидност и пенсия и здравни грижи за всички граждани.
Направен е опит да се засили изпълнителната власт, за да се предотврати настъпването на нестабилната ситуация, съществувала преди войната, но нестабилността остава и по време на четвъртата република, за което свидетелстват честите промени на администрацията – за нейната 12-годишна история се сменят 21 правителства. Нещо повече, тези правителства са неспособни да вземат ефективни решения по отношение на деколонизацията на множеството френски колонии. След поредица от кризи, най-вече след алжирската криза от 1958 г., четвъртата република се срива. Военновременният лидер Шарл де Гол се връща от пенсия, за да оглави временно преходно правителство, натоварено да разработи нова френска конституция. Четвъртата република е разпусната след публичен референдум на 5 октомври 1958 г. и е основана съвременната пета република със силна президентска власт.

## Левицата срещу дьо Гол
След освобождението на Париж през август 1944 се създава т. нар. Временна република. Като председател на Френския комитет за национално освобождение генерал Шарл дьо Гол естествено става и временен министър-председател. В правителството му участват всички политически сили. Скоро цялата територия на Франция е освободена и правителството се съсредоточава върху вътрешното развитие на страната. Тя е разорена, но не толкова от военните действия, колкото от постоянното ограбване на френските богатства от германците. В първите месеци след победата настъпва вълна от насилие срещу колаборационистите (германските сътрудници). Маршал Петен е помилван от дьо Гол и пратен в заточение, но други сътрудници са екзекутирани. Проститутките, които са забавлявали германските войници, изтърпяват публични унижения. ФКП претендира да ѝ признаят прозвището „партия на разстреляните“, но се оказва, че е дала доста малко жертви.
Основната цел на дьо Гол като премиер е да наложи умерена дясна конституция, но разигралите се политически борби правят това невъзможно. През 1945 г. в Байо той изнася важна реч, в която описва своята представа за устройството на страната – силен президент, който да олицетворява единството на нацията. Проблемът е, че въпреки огромната си лична популярност, зад него не стои партия, а ФКП печели все повече симпатизанти. Тя и ФСП печелят първите избори за Учредително събрание и предлагат толкова крайно ляв проект за конституция, че дьо Гол яростно го отхвърля и на проведения референдум избирателите не го одобряват. Вторият проект на комунисти и социалисти е по-умерен и е приет, но само с 40% от гласовете при 30% против и 30% въздържали се. Така стартира Четвъртата френска република.
Според конституцията най-голяма власт има двукамарното Национално събрание, президентът е напълно безпомощен, а правителството – играчка в ръцете на депутатите. Оформят се четири основни политически партии – ФКП, ФСП, Радикалите (доста отслабнали) и Народното републиканско движение – млада консервативна сила. Никоя от тях няма мнозинство, поради което правителствата често се сменят при средна продължителност шест месеца. Това предизвиква постоянна политическа нестабилност, избягване на отговорност и външнополитическа слабост. През 1947 под влиянието на започналата Студена война комунистите са изгонени от правителството и останалите три сили въпреки силните си противоречия съставят всички следващи правителства („трипартизъм“). На изборите през 1951 се намесва и едно движение, създадено от дьо Гол – Сбор на френския народ – което печели най-много депутати, но далеч по-малко от половината. Така то само затруднява социалистите, радикалите и НРД, които трябва да балансират между крайната левица и крайната десница – както те възприемат дьо Гол. Накрая през 1956 г. генералът се проваля и се оттегля разочарован от политиката без да знае, че неговият час ще настъпи съвсем скоро.
Политическата нестабилност не пречи на икономическото развитие и на една спокойна външна политика, тъй като между десетките правителства се осъществява забележителна приемственост. След плана Маршал френската икономика се възражда, но основната идея на французите е да създадат наднационално обединение от европейски държави. Именно Франция е инициатор за създаването на първите „общности“ през 1951 и 1957 г., които впоследствие ще доведат до Европейския съюз. Но външната политика предлага и предизвикателства, които не са по силите на слабата Четвърта република. Започналата през 1947 г. война за независимост на Индокитай завършва с трагичното поражение на французите при Диен Биен Фу през 1954 г. Необходимо е извънредно напрежение на силите, за да се подпише мир и Франция да се освободи от този товар. През същата година обаче започва войната за независимост на Алжир – най-старата френска колония, считана за част от Франция, която никой французин не е готов да пожертва. Фронтът за национално освобождение (ФНО) е алжирска терористична организация без особена подкрепа, но подлагайки цялото население на терор, подкопава авторитета на френските власти. През 1956 г. френската армия минава в настъпление и използвайки жестокости почти ликвидира ФНО. Това обаче предизвиква протести в самата Франция и започват преговори за освобождение на Алжир. При това положение в армията назрява заговор за сваляне на IV република (генерал Салан). През 1958 г. отряди на заговорниците правят десант в Корсика и предизвикват паника във Франция. Напълно блокирала, управляващата върхушка кани дьо Гол на власт. Той поисква нова конституция и извънредни пълномощия за 18 месеца. Оставен без избор, президентът Рьоне Коти се съгласява и през юни дьо Гол отново поема управлението на страната.